# ميراي عيد (أستور)
ميراي عيد (استور) (بيروت، 1961) (بالإنجليزية:Mireille Eid) فنانة وكاتبة. غادرت بيروت خلال الحرب الأهلية اللبنانية في عام 1975 للعيش في ملبورن، أستراليا. درست العلوم في جامعة ملبورن حيث تخرجت قبل أن تصبح فنانة وكاتبة بدوام كامل. متأثرة بالفلسفة القارية، يعتمد فنها على مفاهيم السيرة الذاتية للتمثيل؛ حيث يتقاطع الوعي مع اللاوعي. من خلال فنها وكتابتها «تستكشف مشاعر الإنسان» و «تسأل عما يجب أن يكون عليه الإنسان». حصلت ميراي عيد (أستور) على درجة الدكتوراه في الفنون المعاصرة من جامعة ويسترن سيدني (2008). كانت شريكة الأبحاث (2009-2013) في كلية سيدني للفنون، وكلية الفنون البصرية بجامعة سيدني وزميل أبحاث (2011-2012) في الجامعة الأمريكية في بيروت.

## المعارض
عرضت ميراي عيد (أستور) أعمال فنية في مهرجان سيدني السينمائي 2004، وفي متحف فرويد - لندن،  وفي غاليري ميليس - ساوثهامبتون  وفي إسباس إس دي - بيروت، وتيت مودرن - لندن،  وفي مركز بومبيدو،  وبينالي الشارقة الثامن 2008، والثالث قوانغتشو ثلاث سنوات.  في عام 2003 فازت بجائزة شراء الصور الوطنية (الأسترالية).

## أفلام قصيرة
تم عرض بعد تامبا: نزهة على الشاطئ، وفيلم قصير من عيد، وليس من هنا «يشكك في شرعية الصورة الأصلية» في المعارض والمهرجانات السينمائية في أكثر من 20 دولة. بعض العروض الدولية تشمل مهرجان بيروت السينمائي في بيروت، ومهرجان تورنتو العربي للسينما، ومهرجان سينمائي إيست في نيويورك، ومعرض كونستفورينجن آورا  في السويد. فيلم قصير آخر، 3494 منزل + سياج واحد، والذي عرض صورًا لمنازل في أستراليا مع مشاهد من سياج دمر في لبنان «يخلق صورة ملفتة للنظر لوعيها بالتناقضات بين ذكرياتها وحياتها الحالية». تم اختياره لعرضه في سينما المرأة من طنجة إلى مهرجان طهران السينمائي  وتم إدراجه في المجلد الثالث من سلسلة «المقاومة».

## العروض
قدمت ميراي عيد (أستور) محاضرات العروض. حدث موت جاحد: الكرم في عصر الانسحاب في الأعمال المنزلية لعام 2008. وألقت خطابًا رئيسيًا بعنوان «التحدث نيابة عن الآخر» في مؤتمر شعراء الفضاء الأسترالي لعام 2005 - جامعة سيدني ومعرض الفنون في نيو ساوث ويلز، سيدني، و «حول السيرة الذاتية واقتصادات الفائض وتجاوز الكوارث» كعنوان رئيسي في المؤتمر الدولي 2010 حول الفنون في المجتمع. في عام 2010 تم تسليمها في معرض المساحات الصامتة في معرض الفنون بجامعة ماكواري. كانت محاضرتها الأخيرة (2011) بعنوان «ما بعد الوفاة: علم الكونيات من اللاهانات» في الجامعة الأمريكية في بيروت.

## المنشورات
نشرت أعمال ميراي عيد الفنية والشعر والكتابة الخيالية في: الرؤية الجديدة: الفن العربي المعاصر في القرن الحادي والعشرين (التايمز وهدسون)،  والفن في عصر الإرهاب (بول هولبيرتون للنشر وجامعة واشنطن  وقصة حياة النساء العربيات: استكشاف الهوية من خلال الكتابة (مطبعة جامعة سيراكيوز)، في عام 2008، قامت ميراي عيد (أستوري) بدور الضيف المشارك في تحرير"Artlink Vol 28" رقم 1.